# جورج لندن
جورج لندن (بالإنجليزية: George London)‏ (و. 1920 – 1985 م) هو مغني، ومغني أوبرا كندي، ولد في مونتريال، توفي في نيويورك، عن عمر يناهز 65 عاماً، بسبب مرض.
.

## روابط خارجية
- جورج لندن على موقع IMDb (الإنجليزية)
- جورج لندن على موقع مونزينجر (الألمانية)
- جورج لندن على موقع ميوزك برينز (الإنجليزية)
- جورج لندن على موقع قاعدة بيانات برودواي على الإنترنت (الإنجليزية)
- جورج لندن على موقع أول ميوزيك (الإنجليزية)
- جورج لندن على موقع ديسكوغز (الإنجليزية)